# Elskovsmagt
Elskovsmagt er en amerikansk stumfilm fra 1922 af Louis J. Gasnier.

## Medvirkende
- Estelle Taylor som Rosita Mendez
- Kenneth Harlan som  Alan Randolph
- Arthur Stuart Hull som Barnes Ramsey
- Edith Roberts som Violet Beaton
- Carl Stockdale som Beaton
- John Cossar som Pio Guerra
- Evelyn Selbie som Fallie